# This Is My Life (Anna-Bergendahl-Lied)
This Is My Life (englisch Das ist mein Leben) ist ein englischsprachiger Popsong der schwedischen Sängerin Anna Bergendahl. Bergendahl gewann mit dem Beitrag das Melodifestivalen 2010, dem schwedischen Vorentscheid für den Eurovision Song Contest. Dort schied sie im Halbfinale aus.

## Hintergrund
This Is My Life wurde von Kristian Lagerström und Bobby Ljunggren geschrieben. Dan Sundquist übernahm die Produktion des Werks.

## Auftritt beim Melodifestivalen

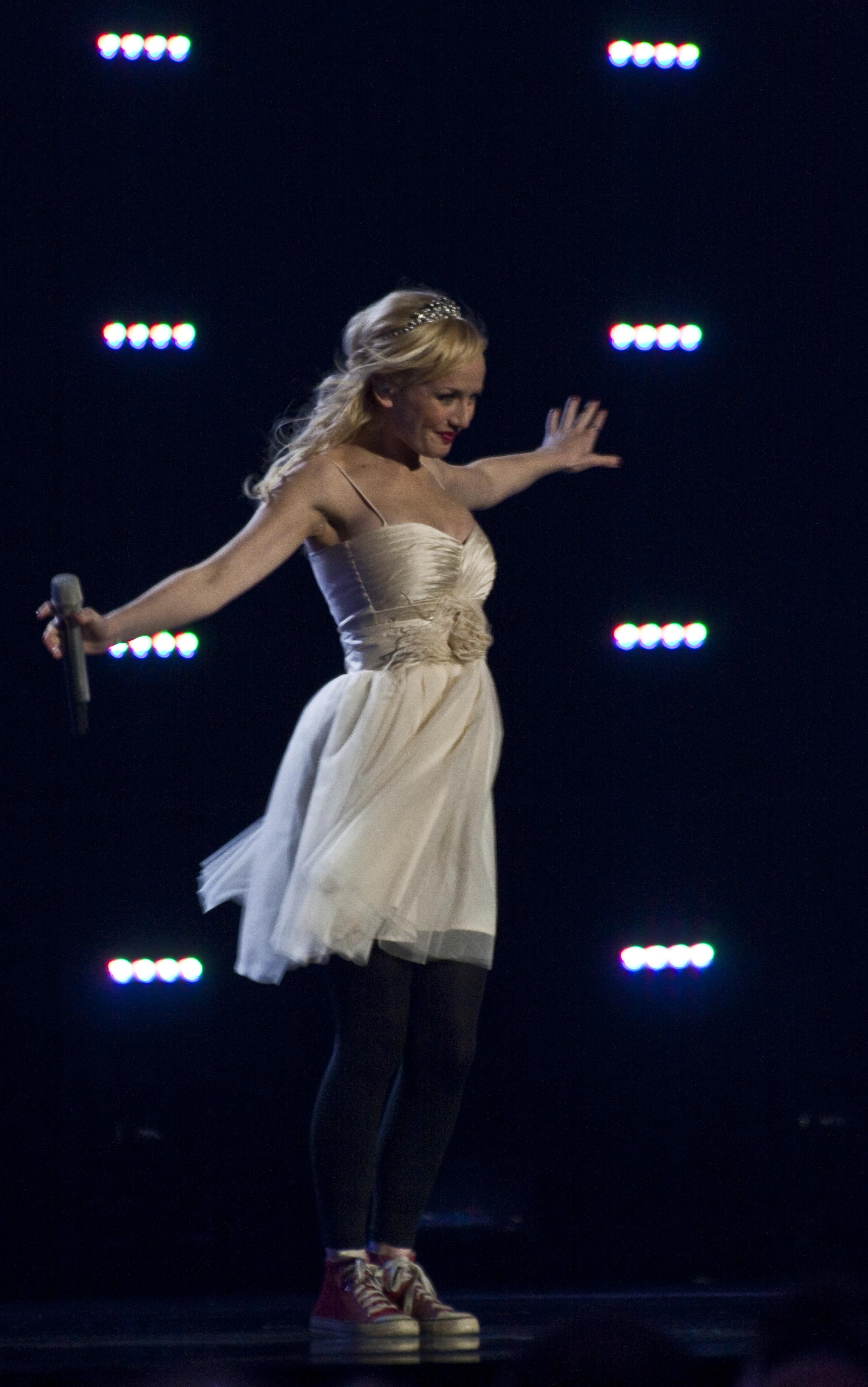
Bergendahl während der zweiten Probe für das zweite Halbfinale in Oslo

Bergendahl startete in der vierten Vorrunde (Deltävling 4) am 27. Februar 2010 in Malmö auf Position 8, dem letzten Startplatz des Abends. In der ersten Abstimmungsrunde erhielt der Beitrag die meisten Stimmen und qualifizierte sich direkt für das Finale. Dieses fand am 13. März 2010 im Globen in Stockholm statt. Während der spätere Zweitplatzierte Salem Al Fakir das Juryvoting gewann, ging Bergendahl als Siegerin aus dem Televoting hervor. Bergendahl gewann den Wettbewerb und war damit berechtigt, Schweden beim Eurovision Song Contest zu vertreten.

## Beim Eurovision Song Contest
Schweden startete im zweiten Halbfinale am 27. Mai 2010 in Oslo, um sich für einen Platz im großen Finale am 29. Mai 2010 zu qualifizieren. Der schwedische Beitrag erreichte nur den elften Platz und verpasste damit knapp den Finaleinzug. Es ist bis heute das einzige Mal, dass sich Schweden nicht für das Finale qualifizieren konnte. Dadurch fand das Final ohne einen Beitrag Schwedens statt, das erste Mal seit 1976.

## Chartplatzierungen
| ChartsChartplatzierungen | Höchstplatzierung | Wochen |
| ------------------------ | ----------------- | ------ |
| Schweden (GLF)           | 1 (17 Wo.)        | 17     |
| Schweiz (IFPI)           | 62 (1 Wo.)        | 1      |